# TOS-1
TOS-1 (tiếng Nga: ТОС-1 - тяжёлая огнемётная система, có nghĩa là "hệ thống hoả lực hạng nặng") là một pháo phản lực nhiều nòng (tổng cộng 30 nòng) và là một loại vũ khí nhiệt áp của Liên Xô, đặt trên thân khung gầm xe tăng T-72. TOS-1 được thiết kế để tiêu diệt lính bộ binh đối phương trong công sự và trong các loại xe bọc giáp hạng nhẹ trên một khu vực trống trải. TOS-1 được thực chiến lần đầu vào giữa năm 1988 và 1989 tại Thung lũng Panjshir trong Chiến tranh Liên Xô-Afghanistan và được trưng bày công khai lần đầu vào năm 1999 tại Omsk.

## Phát triển
Ý tưởng về một pháo phản lực nhiều nòng hạng nặng tầm ngắn có khả năng phóng các tên lửa mang đầu đạn nhiệt áp hay đầu đạn cháy xuất hiện vào cuối thập niên 1970. Hệ thống này bao gồm xe cơ giới chiến đấu, tên lửa và xe nạp đạn được phát triển vào đầu thập niên 1980 tại Phòng thiết kế Omsk Transmash (KTBM) ở Omsk và được đặt tên là TOS-1. Hệ thống đã được phát triển bí mật trong một thời gian dài.

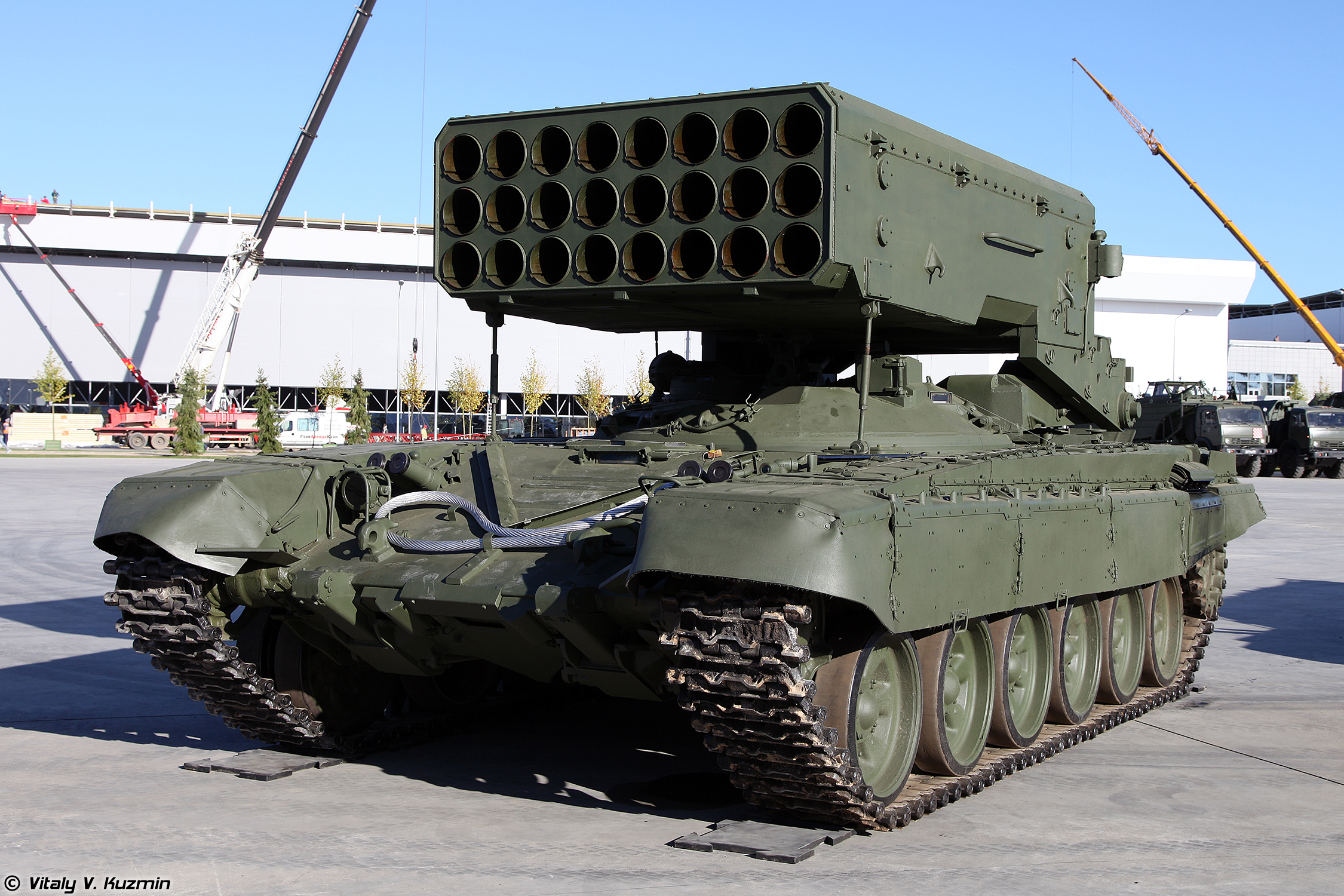
Hệ thống pháo phản lực 24 nòng BM-1, là một phần của hệ thống TOS-1A

Hệ thống TOS-1 Buratino được dùng để tiêu diệt bộ binh địch, các loại khí tài, công trình, bao gồm cả các công sự. TOS-1 tác chiến phối hợp cùng với bộ binh và xe tăng. Khối lượng lớn của dàn phóng cũng như yêu cầu bảo vệ cao do tầm bắn rất ngằn (khoảng 3,500 m) nên khung gầm của xe tăng T-72 đã chọn. Xe nạp đạn TZM sử dụng thân xe KrAZ-255B dùng để chạy trên địa hình phức tạp và được trang bị một cần cẩu  dùng cho việc nạp/dỡ đạn.Vì dây chuyền sản xuất xe KrAZ-255B đã dừng lại vào năm 1994 vì vậy người ta đã dùng khung gầm của xe tăng T-72A để sản xuất xe nạp đạn TZM-T.
Biệt danh Buratino của hệ thống được lấy từ một nhân vật nổi tiếng trong tác phẩm của Aleksey Nikolayevich Tolstoy vì "chiếc mũi" dài của dàn phóng tên lửa.
Năm 2003, biến thể cải tiến TOS-1A Solntsepyok được đưa vào hoạt động với tầm bắn được tăng đến 6 kilômét và một máy tính đường đạn được nâng cấp.
Tháng 3 năm 2020, Nga đã giới thiệu đạn tên lửa mới cho hệ thống TOS-1A với tầm bắn 10 kilômét, nhờ việc giảm khối lựong và giảm kích thước của hỗn hợp nổ nhiệt áp trong đầu đạn. Tầm bắn tối thiểu tăng từ 400 m lên 1,6 km, đạn tên lửa cũ MO.1.01.04M vì thế đã được dùng cho tác chiến tầm ngắn. Năm 2018, Bộ đội phòng hóa Nga đã tiếp nhận 30 hệ thống TOS-1A Solntsepyok.
Doanh nghiệp quốc phòng Ả Rập Xê Út đã kí 1 biên bản ghi nhớ với Rosoboronexport về việc cung cấp dây chuyền sản xuất hệ thống TOS-1A.
Hệ thống TOS-2 được sử dụng lần đầu trong cuộc tập trận Kavkaz-220 vào tháng 9 năm 2020, hệ thống sử dụng khung gầm của xe địa hình Ural. Nó cũng được trang bị đạn tên lửa tăng tầm TBS-M3 và cần cẩu để tự nạp đạn. Nó cũng được bảo vệ trước vũ khí chính xác.

## Lịch sử tham chiến
TOS-1 lần đầu được sử dụng trong chiến đấu ở thung lũng Panjshir ở Afghanistan bởi Liên Xô trong Chiến tranh Liên Xô–Afghanistan. Hệ thống cũng được sử dụng trong Chiến tranh Chechnya lần thứ hai.
TOS-1A được sử dụng lần đầu trong chiến dịch tái chiếm Jurf Al Sakhar vào ngày 24 tháng 10 năm 2014 bởi Lục quân Iraq. Ít nhất 3 tên lửa đã được bắn vào ngày 18 tháng 6 năm 2017 trong chiến dịch tái chiếm thành phố cổ Mosul, các tên lửa đã được bắn vào các trường học đang bị chiếm giữ bỏi các lực lượng nhà nước Hồi giáo Iraq và Levant.
Tổ chức An ninh và Hợp tác châu Âu đã báo cáo vào tháng 9 năm 2015 rằng một hệ thống TOS-1A đã được phát hiện ở đông Ukraine.
Hệ thống TOS-1A đã được sử dụng ở Syria vào ngày 10 tháng 10 năm 2015 bởi Lục quân Iraq. Năm 2016, hệ thống đã được sử dụng để chống lại lực lượng phiến quân ở dãy núi Latkia với ít nhất 1 tên lửa chống tăng Kornet bị phá hủy. Hệ thống tiếp tục được sử dụng vào tháng 4 năm 2017 ở Palmyra, và được sử dụng cùng tháng vào một doanh trại của IS. Tháng 11 năm 2018, hệ thống đã được triển khai ở Al-Safa để chống lại lực lượng IS.
Azerbaijan đã sử dụng hệ thống TOS-1A để chống lại Vệ quân Nagorno-Karabakh vào ngày 4 tháng 4 năm 2016, và vào ngày 28 tháng 9 năm 2020.
Trong cuộc tập trận Zapad giữa Nga-Belarus vào tháng 9 năm 2021, hệ thống TOS-1 đã được triển khai với quy mô lớn.

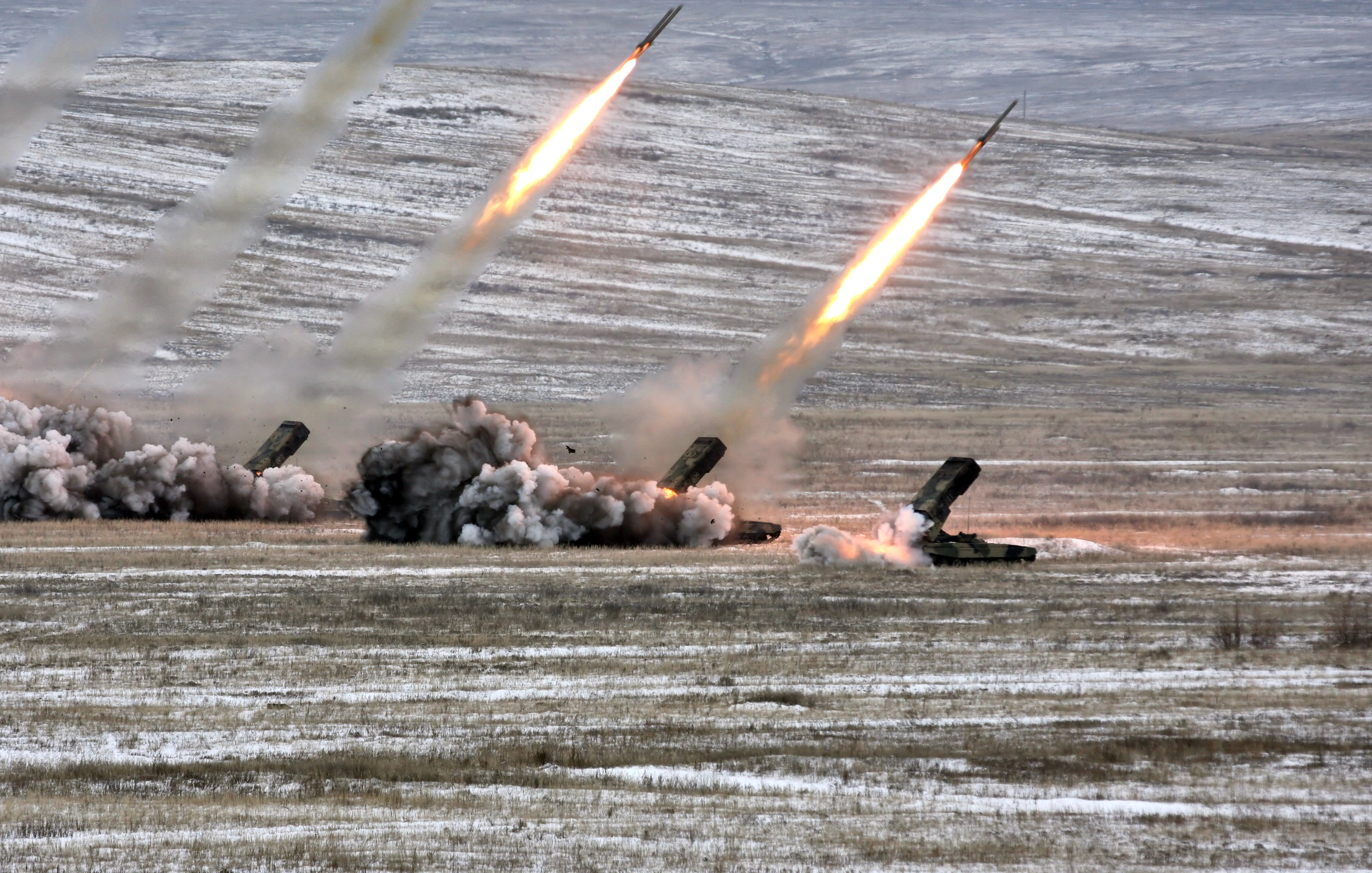
Hệ thống TOS-1A đang khai hỏa

Các đơn vị TOS-1A đã được triển khai trong Cuộc tấn công của Nga vào Ukraine 2022. Một bức ảnh chụp của hệ thống được cho là đã được chụp bởi quân đội Ukraine đã được chia sẽ rộng rãi trên các mang xã hội. Vào ngày 9 tháng 3 năm 2022, Bộ quốc phòng Anh đã viết trên Twitter rằng Bộ quốc phòng Nga đã xác nhận việc sử dụng vũ khí này trong chiến dịch quân sự ở Ukraine. Các lực lượng Ukraine đã thu giữ được các hệ thống bị bỏ lại bởi quân Nga và đã sử dụng để tấn công ngược lại vào quân Nga.

## Mô tả hệ thống

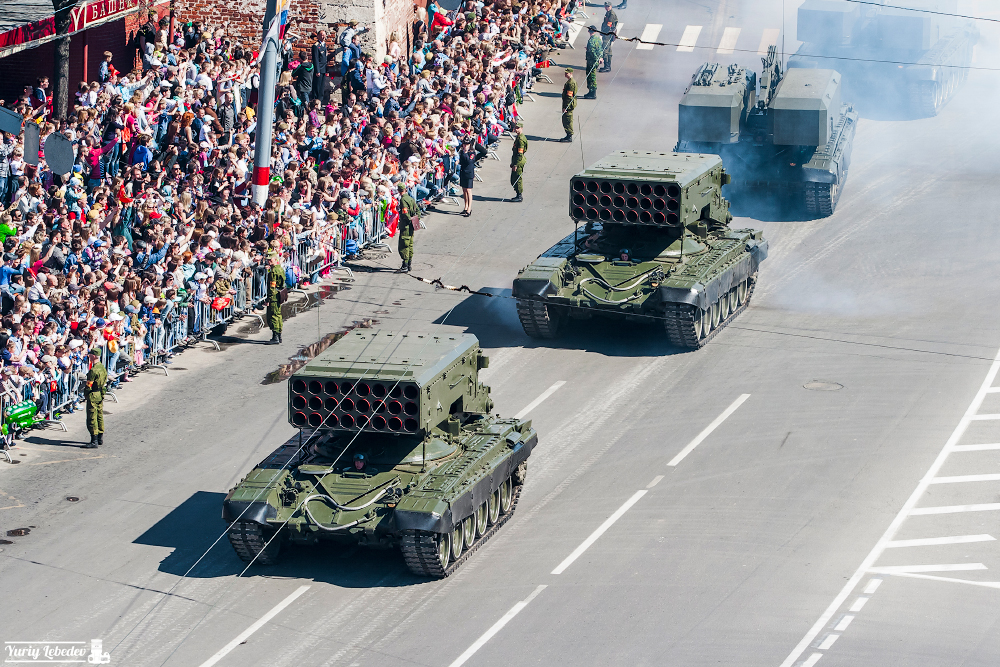
2 xe TZM-1 đi theo 2 xe BM-1

Một hệ thống TOS-1A Solntsepyok (tiếng Nga:Солнцепёк (nghĩa là Mặt trời chói sáng)) bao gồm các đơn vị sau:
- Xe phóng BM-1 (Object 634B): Dựa trên khung gầm xe tăng T-72A được gắn một dàn phóng 24 tên lửa không nhiệt áp không điều khiển. Tất cả các tên lửa có thể được phóng trong khoảng từ 6 đến 12 giây. Xe phóng được trang bị một hệ thống điều khiển hỏa lực với máy tính đường đạn, thước ngắm và một máy đo xa laser 1D14. Các trang bị tiêu chuẩn khác bao gồm thước ngắm TKN-3A cho trưởng xe, hệ thống định vị GPK-59, radio R-163-50U, hệ thống liên lạc nội bộ R-174 và ống phóng đạn khói 4 nòng 902G. Kíp xe 3 người được trang bị 1 AKS-74, 1 RPKS-74, 3 RPG-26 và 10 lựu đạn F1. Xe BM-1 cũng được trang bị các thiết bị như xe tăng T-72 (hệ thống phòng vệ NBC, thiết bị chữa cháy, trinh sát,...).

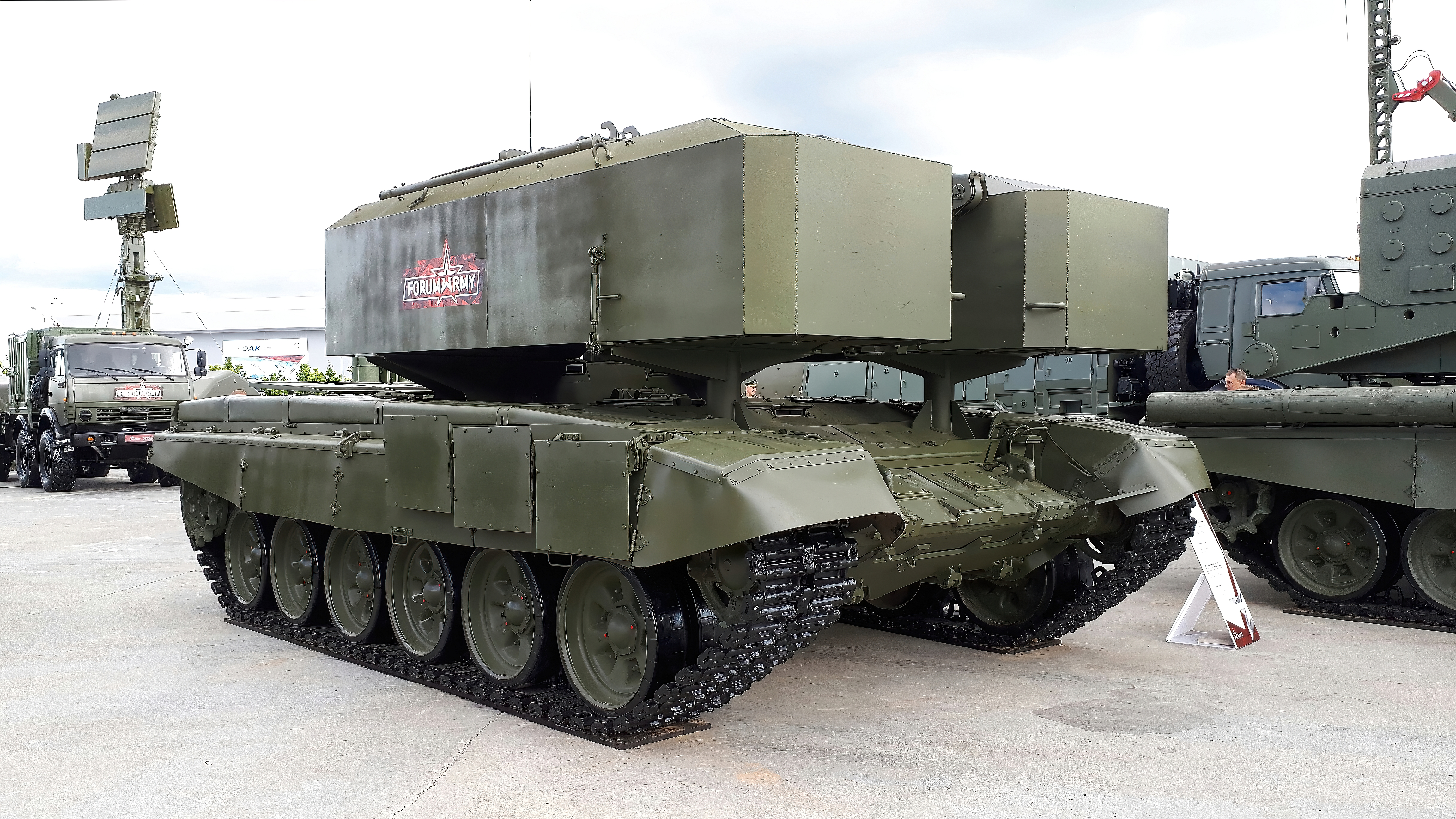
Xe nạp đạn TZM-T tại triển lãm "Armiya 2020"

- Xe nạp đạn TZM-T tại triển lãm "Armiya 2020"2 xe tiếp đạn TZM-T (Object 563): Trang bị cần cẩu 10 kN, mỗi xe mang 2x12 đạn tên lửa và 400 lít nhiên liệu cho xe BM-1 và có tải trọng chiến đấu là 39 tấn. Kíp xe TZM-T có 3 người, trang bị 1 AKS-74, 1 RPKS-74, 5 RPG-26 và 10 lựu đạn F1.

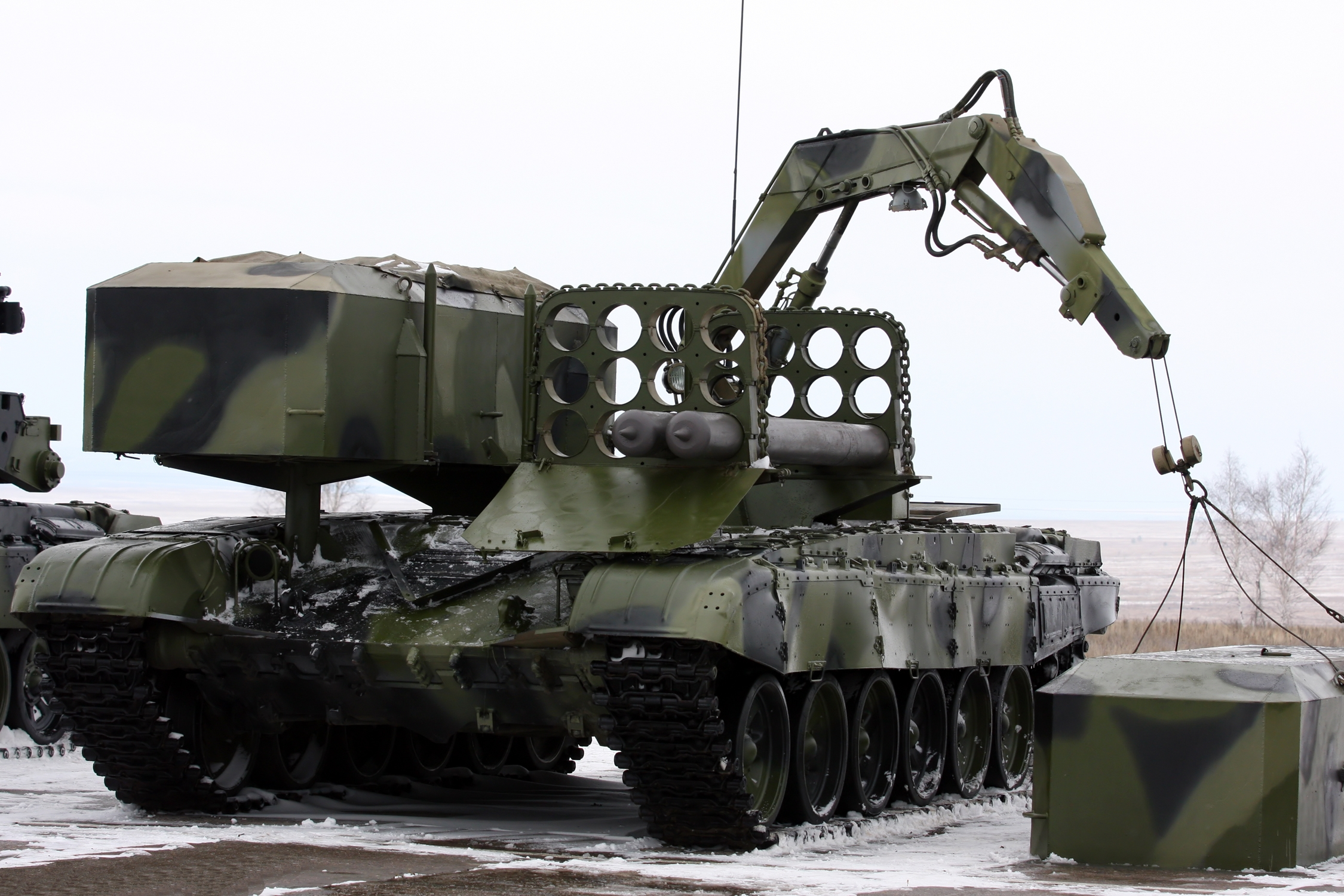
Xe TZM-T với phần nắp che của một ngăn tên lửa được mở

- Xe TZM-T với phần nắp che của một ngăn tên lửa được mởĐạn tên lửa MO.1.01.04 và M0.1.01.04M có chiều dài lần lượt là 3,3 m và 3,7 m và nặng lần lượt 173 kg và 217 kg. Tên lửa nguyên bản chỉ có tầm bắn vào khoảng 2,700 m, nhưng phiê bản cải tiến đã nâng tầm bắn đến 6000 m. Một số nguồn thậm chí lên đến 12 km.[29]. Hệ thống được hiện đại hóa vào năm 2016,[30] bản nâng cấp mới bao gồm hệ thống phòng vệ chủ động, động cơ mới và bệ phóng mới và được chuyển giao vào đầu năm 2018.[31][32]. Tháng 3 năm 2020, Nga đã giới thiệu tên lửa mới cho hệ thống TOS-1A với tầm bắn lên đến 10 km.

## Các nước vận hành

### Các nước hiện đang vận hành
- Azerbaijan - 36
- Armenia - một phần của hợp đồng vũ khí giữa Nga-Armenia
- Algérie - 52
- Iraq - 12
- Kazakhstan - 3
- Nga - khoảng 45 + TOS-1A và một số TOS-2A
- Ả Rập Xê Út: sử dụng bởi lục quân hoàng gia Ả Rập Xê Út. Giấy phép sản xuất TOS-1A đã được cấp cho Ả Rập Xê Út vào năm 2017.

Các nước đang vận hành có màu xanh, các nước từng vận hành có màu đỏ

- Syria - 8 +
- Các nước đang vận hành có màu xanh, các nước từng vận hành có màu đỏ Ukraine - ít nhất một hệ thống TOS-1A chiếm được trong cuộc xung đột Nga - Ukraine năm 2022

### Các nước từng vận hành
- Liên Xô - chuyển giao cho Nga

## Hình ảnh

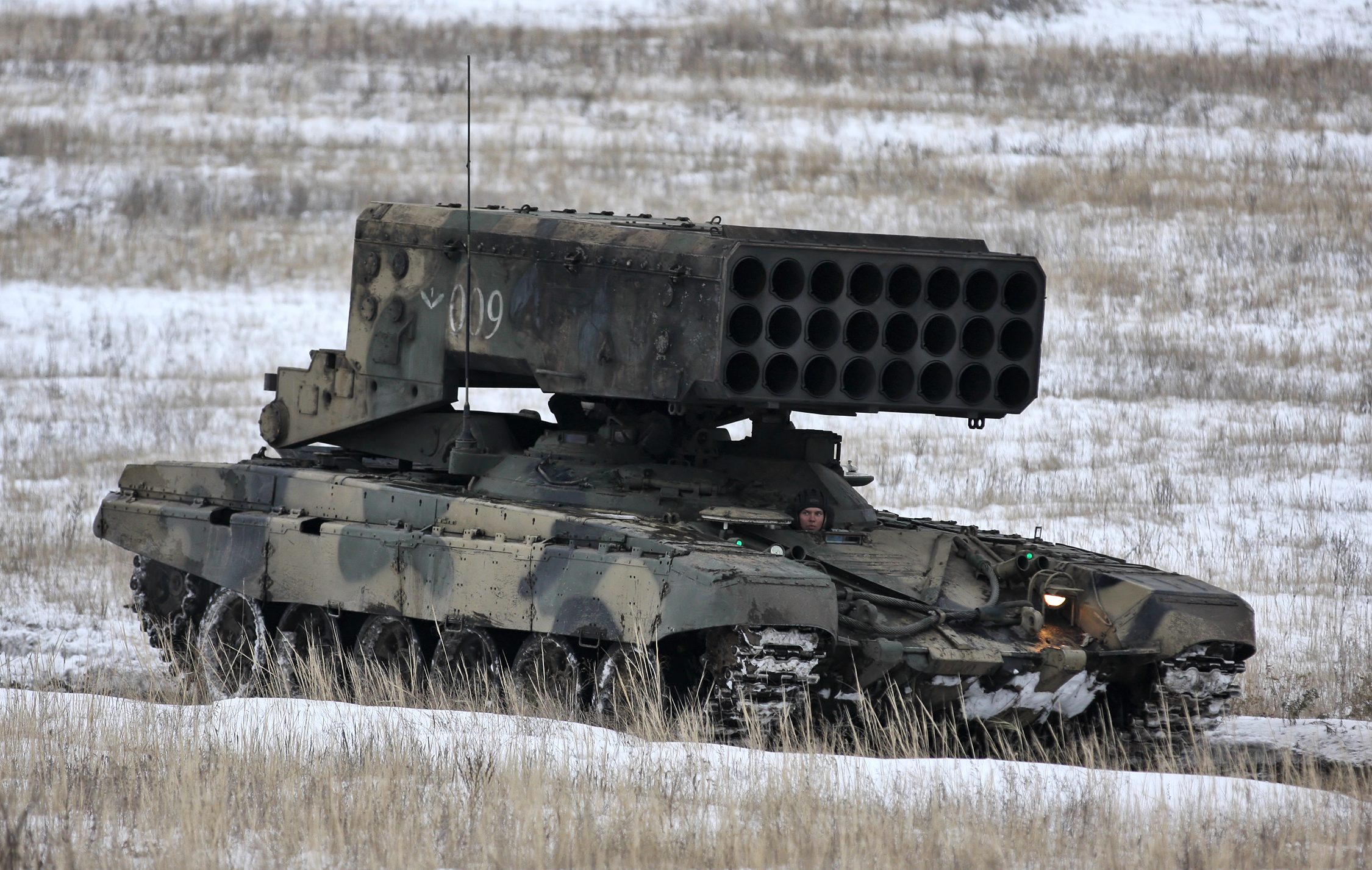
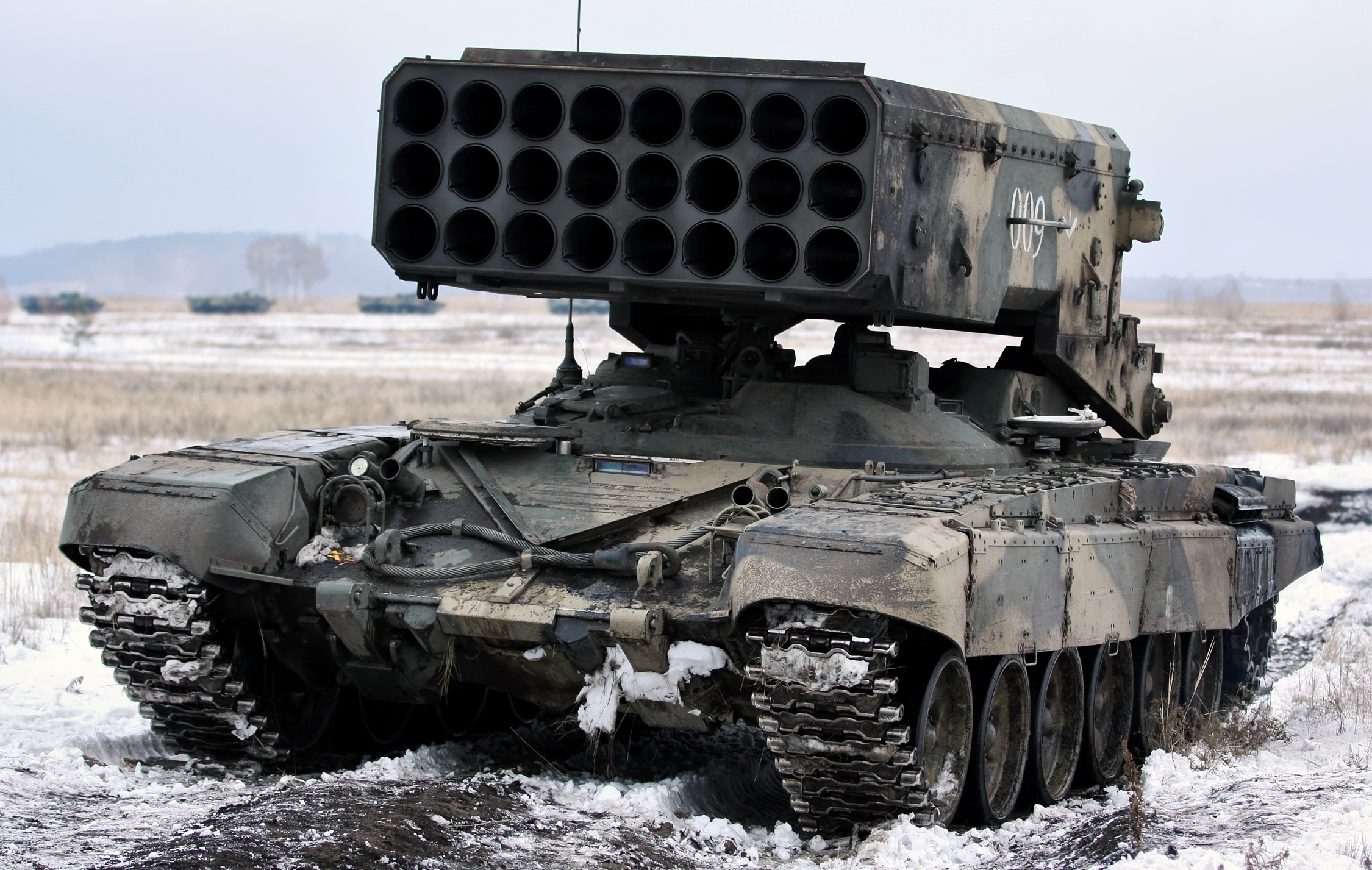
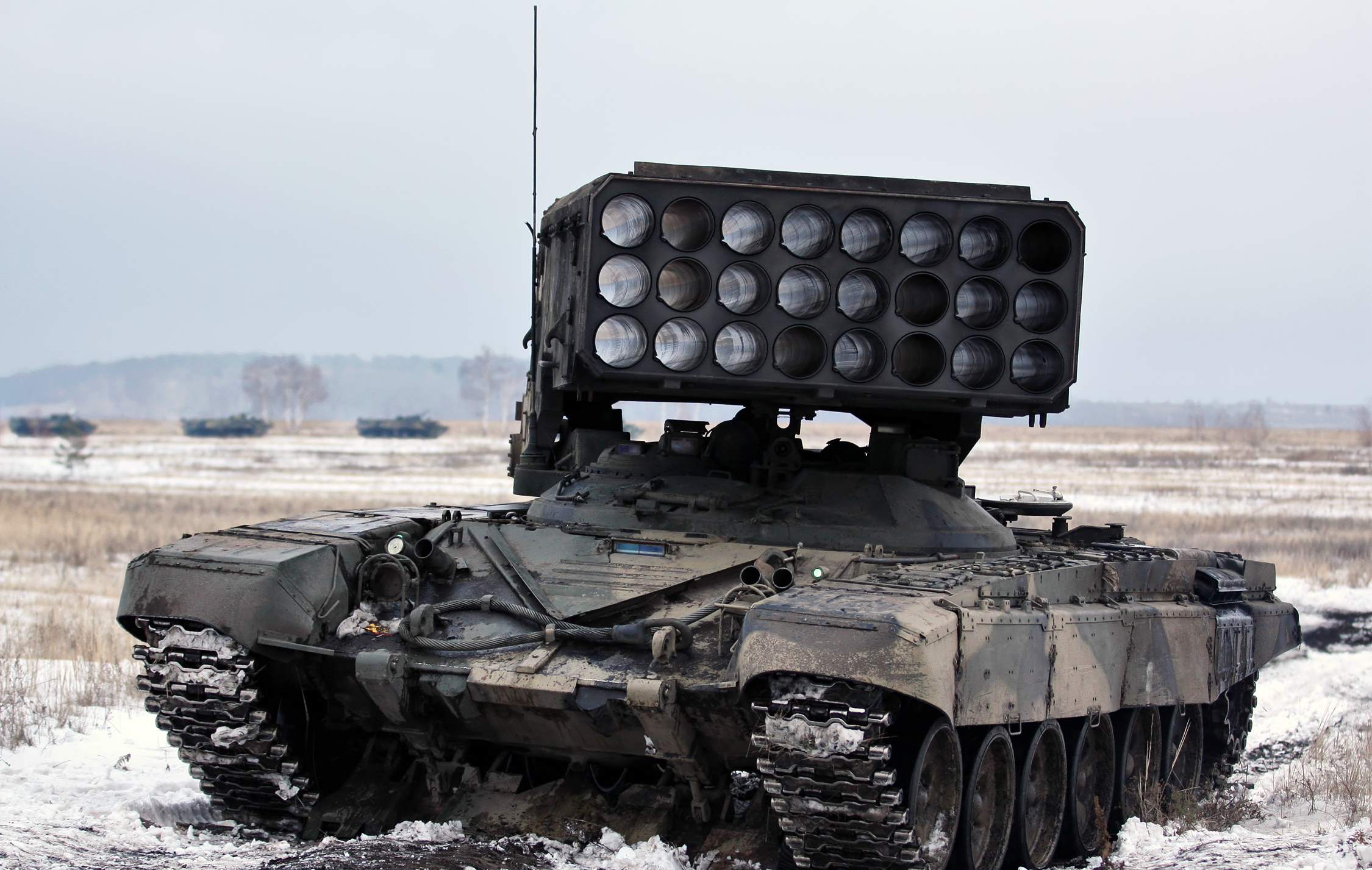
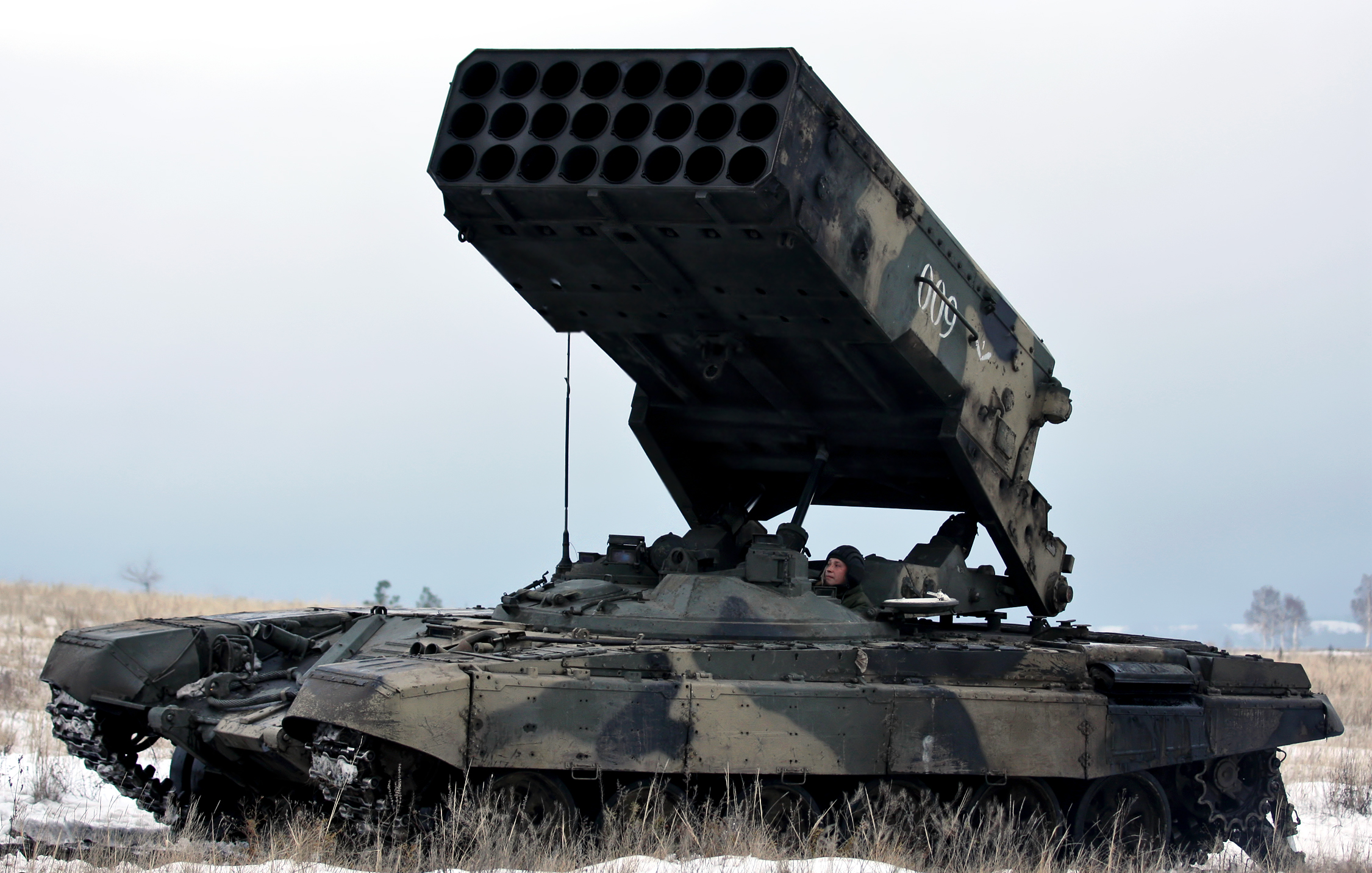
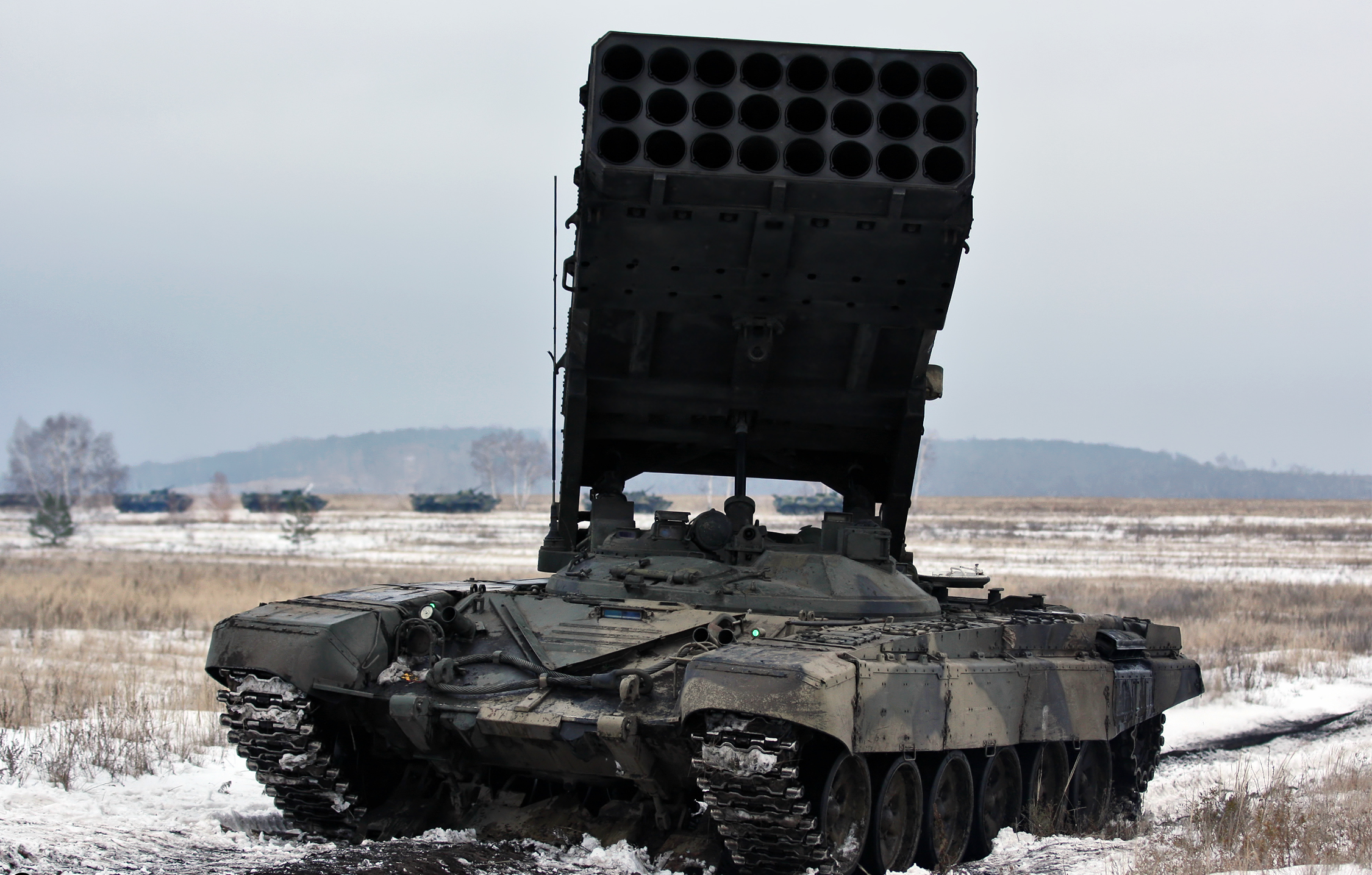
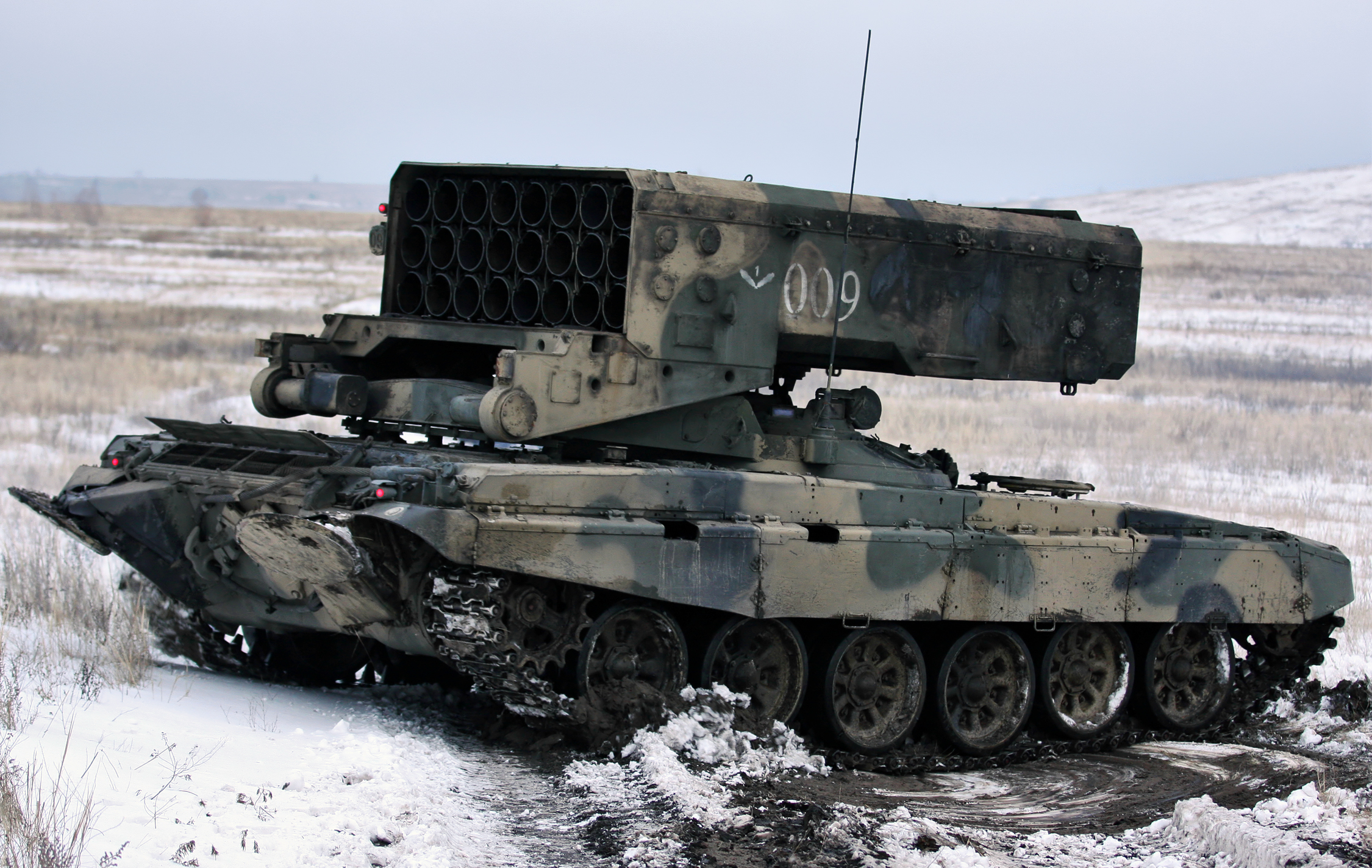

TOS-1 của bộ đội phòng hóa Nga đang khai hỏa tại trường bắn Shikani

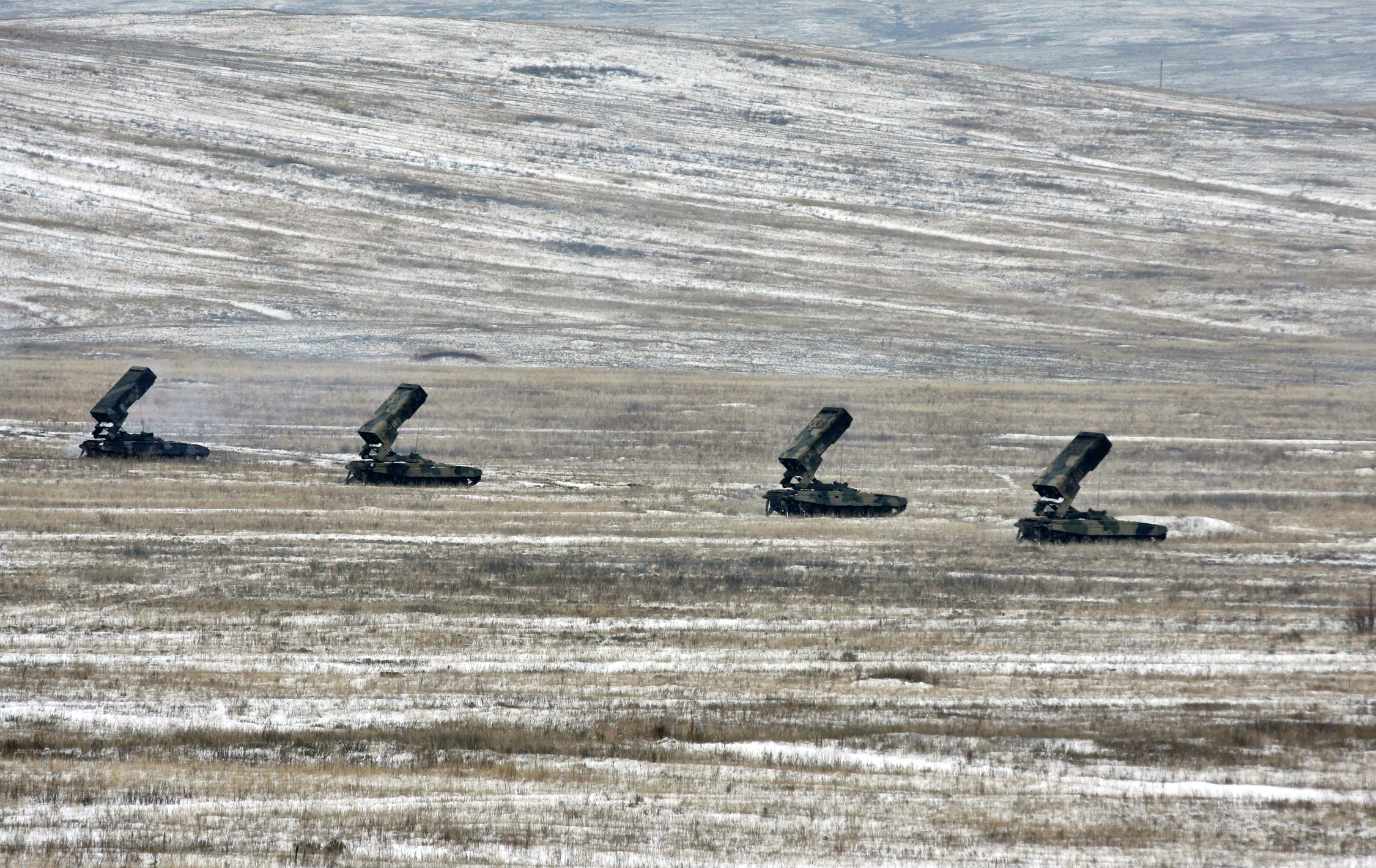
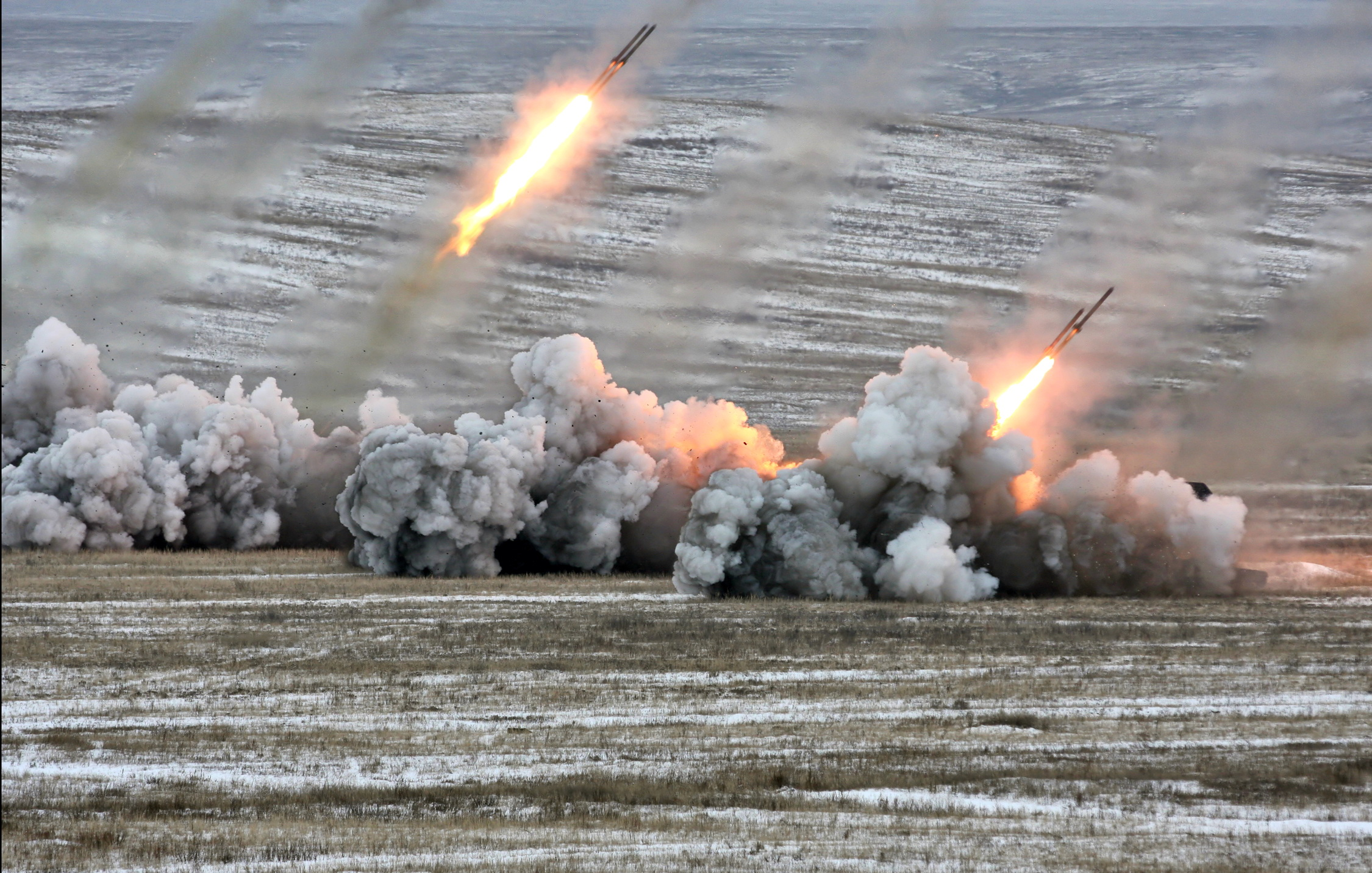
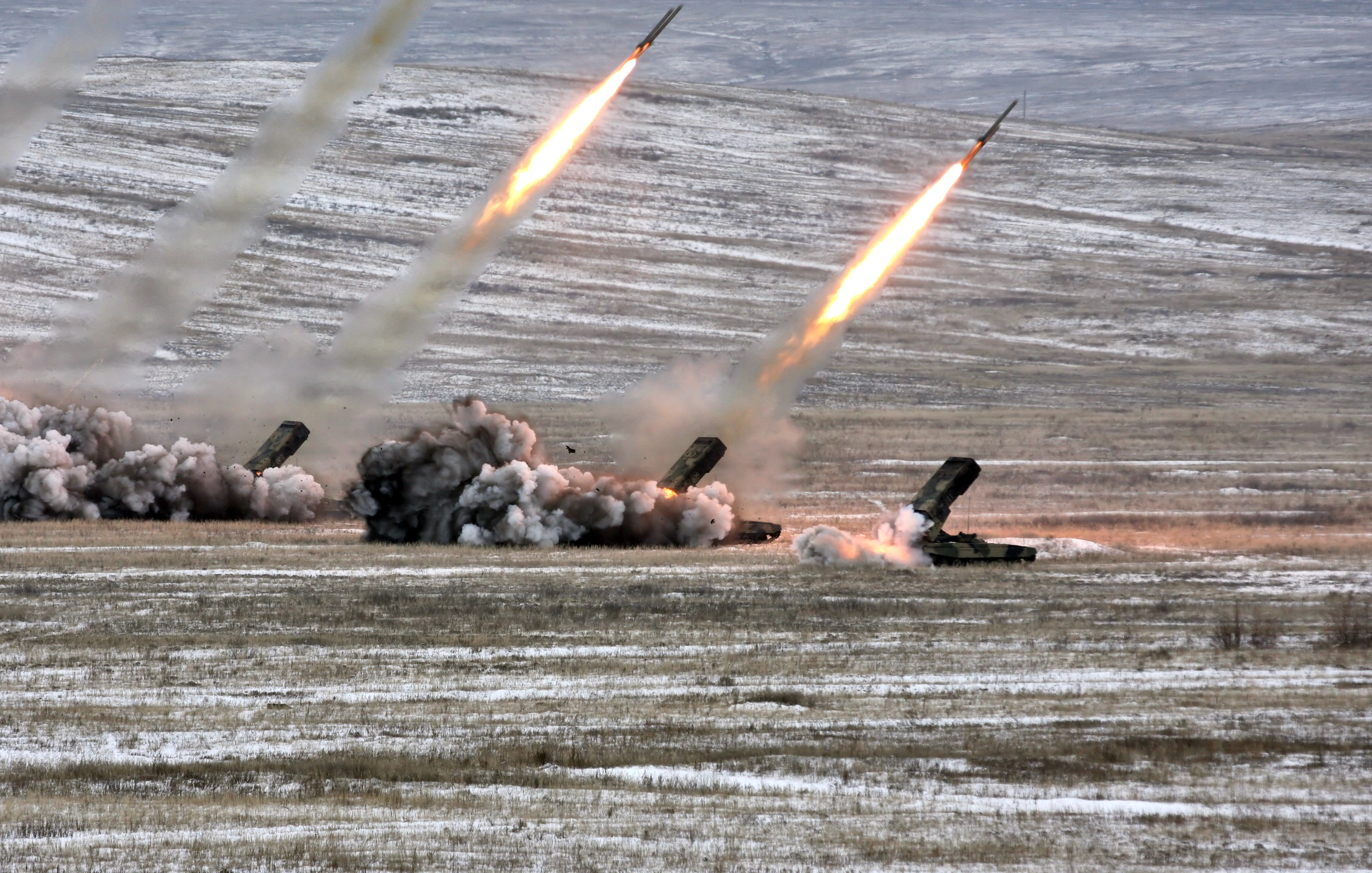
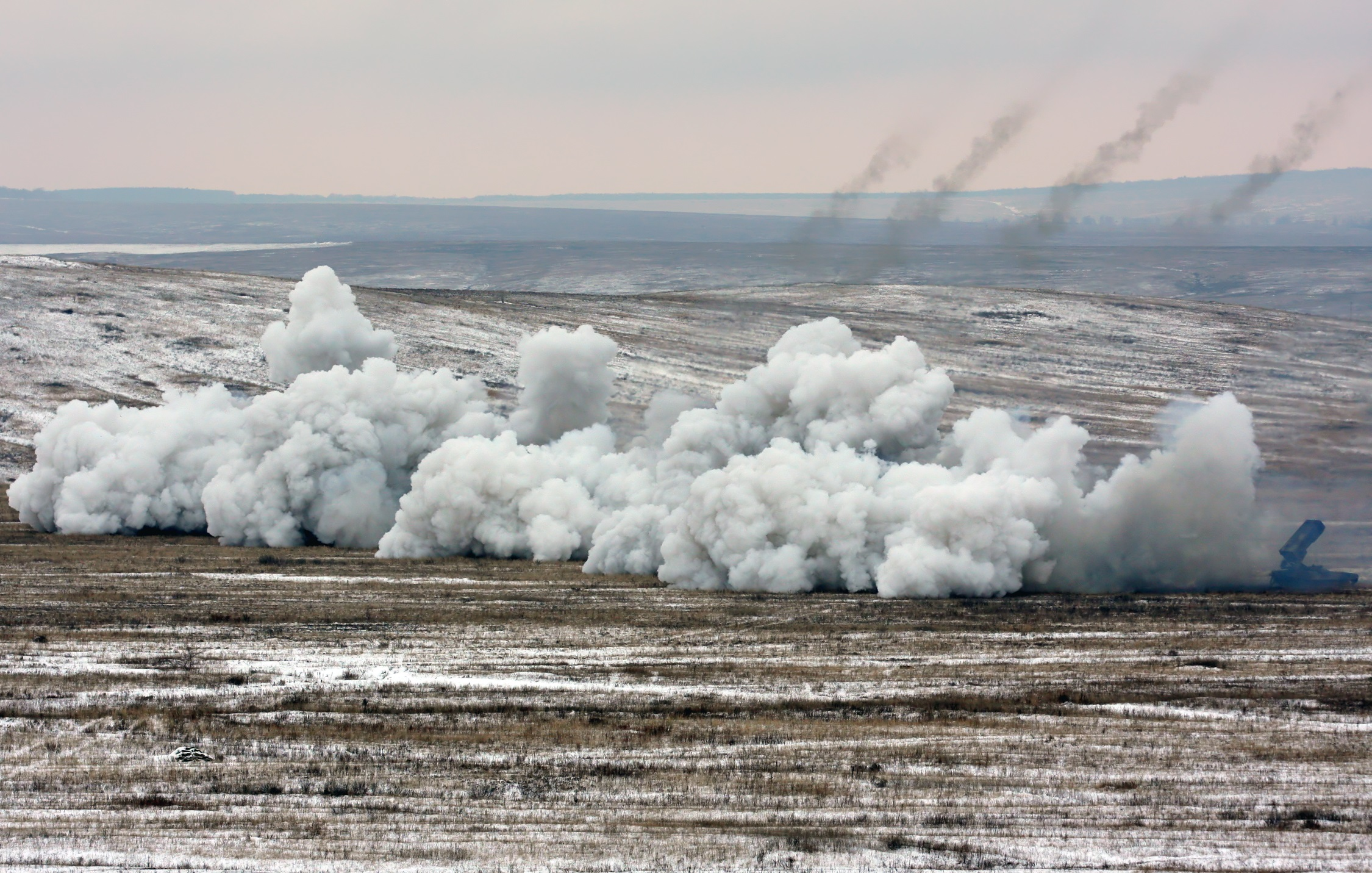
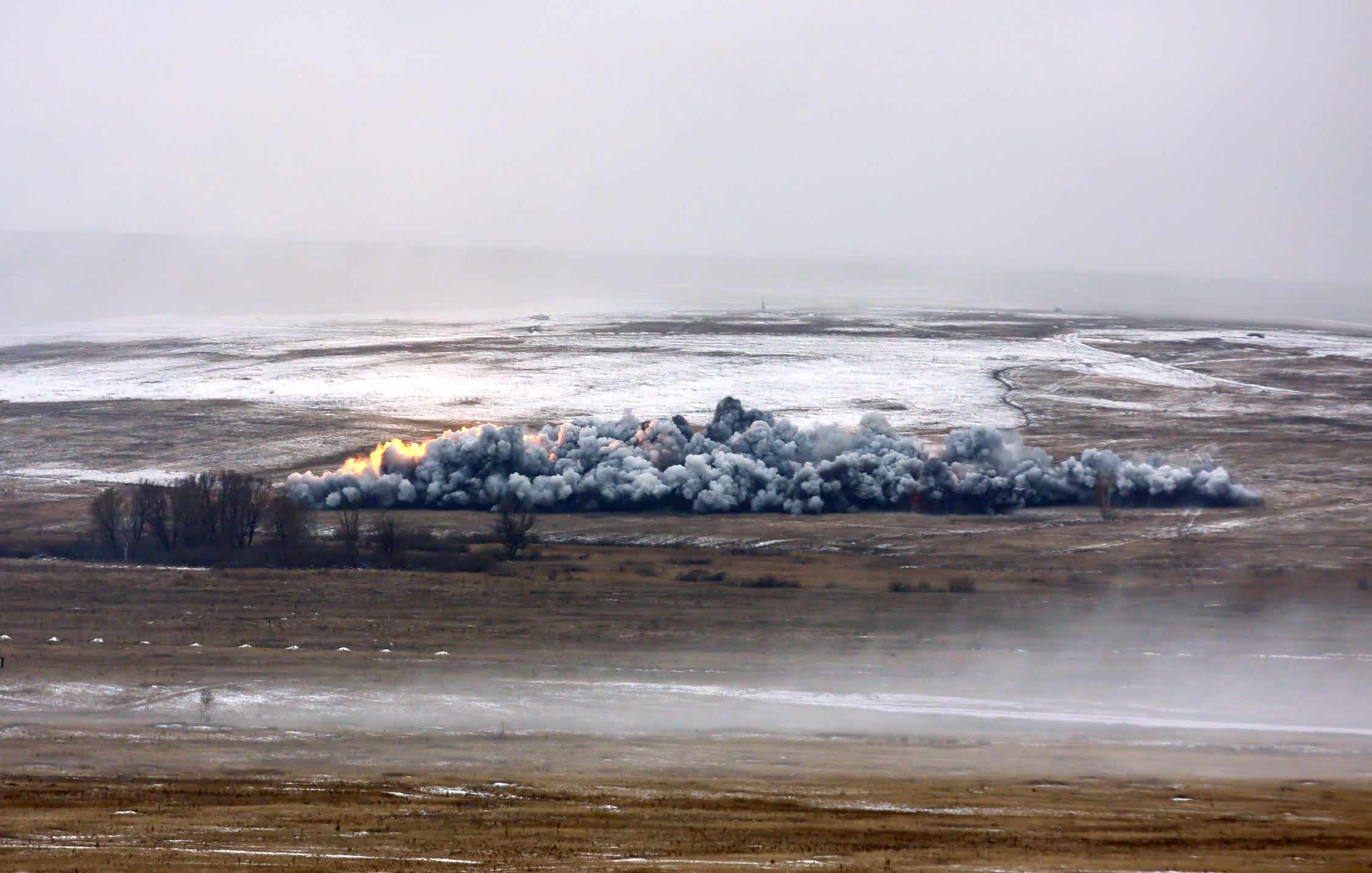

## TOS-2
Theo NPO Splay, một mẫu thử nghiệm của hệ thống mới đang được chế tạo. Hệ thống sẽ được cải tiến các thông số chiến thuật và kĩ thuật và sẽ sử dụng khung gầm xe bánh lốp.
Vào ngày 6 tháng 1 năm 2021, các hệ thống TOS-2 đã được đưa vào hoạt động ở Quân khu Trung Tâm Nga.